# فریگیت کلاس ترامپ
فریگیت کلاس ترامپ (به انگلیسی: Tromp-class frigate) یک کلاس از کشتی است که طول آن ۱۳۳٫۲ متر (۴۳۷ فوت ۰ اینچ) می‌باشد.